# 明日への誓い (テレビドラマ)
『明日への誓い』（あすへのちかい）は、2018年3月25日にテレビ朝日系「日曜ワイド」で放送されたテレビドラマ。主演は萩原健一。本作品はまた、日曜ワイド最終作である。
元刑事の牧師と、刑事がかつて逮捕した殺人事件の犯人。刑事と元犯人との二人連れの道中を描くロードムービー風サスペンス。

## 登場人物
- 神谷将太郎（牧師・警視庁墨田警察署 元刑事） - 萩原健一
- 篠原玲子（神谷の娘・検事） - 笛木優子[2]
- 篠原幹夫（玲子の夫・警視庁捜査一課 刑事） - 田中幸太朗
- 小宮紗季（小宮の妻） - 河井青葉
- 中尾美里（トラック運転手） - 内田慈
- 江崎真緒（村田の娘・居酒屋「楽八」店員） - 宮﨑香蓮
- 桧垣達郎（警視庁捜査一課長） - 佐戸井けん太
- 松下（警視庁墨田警察署 刑事） - 戸田昌宏
- スーパーの店員 - 利重剛、齋藤めぐみ
- 須藤正孝（浦月病院 産婦人科医） - 竹中直人
- 池上（警視庁捜査一課 刑事） - テイ龍進
- 雑賀毅彦（3億円強奪された会社員） - 内藤正記
- 清田サチ江（村田の実家の近所） - 和泉ちぬ
- レポーター - 富永沙織[3]
- タイチ（半グレ） - 森谷勇太
- 真緒の彼氏だと思い込んでいる半グレ - 木口健太
- 浦月病院 看護師 - 押田瑞穂、平野愛実[4]
- 警視庁墨田警察署 刑事 - 小林卓生
- 村田（村田の母） - 戸村美智子
- 小宮（殺人事件の被害者） - 西丸亮
- 美里の恋人 - 田中瑛祐[5]
- 半グレ仲間 - 水沼天孝[6]、本田聡
- 神谷（神谷の妻・故人） - 丸山瑠真
- 村田慎一（殺人容疑者） - 村上淳

## スタッフ
- 原案 - 萩原健一
- 脚本 - 長谷川隆、深沢正樹
- 監督 - 津崎敏喜
- 牧師監修 - 中村とおる、北紀吉（日本基督教団松沢教会）
- 牧師指導 - 中村公一（日本基督教団高輪教会）
- 警察監修 - 石坂隆昌
- 技斗 - 二家本辰己
- 撮影協力 - 日本基督教団高輪教会、フィルムコミッション伊豆、伊豆箱根鉄道、東映東京撮影所　ほか
- 技術協力 - ビデオフォーカス、東通
- 照明協力 - Kカンパニー
- 美術協力 - 山崎美術
- ゼネラルプロデューサー - 関拓也（テレビ朝日）
- プロデューサー - 船津浩一（テレビ朝日）、山田大作（オスカープロモーション）、平池拓一（オスカープロモーション）
- 企画 - 古賀誠一（オスカープロモーション）
- 制作 - テレビ朝日、オスカープロモーション